# テイル・スピニン
『テイル・スピニン (幻祭夜話)』（Tale Spinnin' ）は、1975年4月に発売されたウェザー・リポートの５枚目のオリジナル・アルバム。レオン・ンドゥグ・チャンクラーをドラマーに迎えた唯一のアルバムである。

## 概要
1975年2月に録音され、同年4月に発表された。ジョー・ザヴィヌルはレコーディング中に隣のブースでカルロス・サンタナと演奏しているレオン・ンドゥグ・チャンクラーを見て加入を誘った。チャンクラーを交えたセッションは結局1週間続くことになり、その結果が『テイル・スピニン (幻祭夜話)』として結実した。録音終了後、チャンクラーはバンドのレギュラー・メンバーに誘われるが、カルロス・サンタナのバンドで演奏を続けたいと、この誘いを辞退している。

## 収録曲
| #  | タイトル                                                        | 作詞 | 作曲       | 時間 |
| -- | --------------------------------------------------------------- | ---- | ---------- | ---- |
| 1. | 「マン・イン・ザ・グリーン・シャツ - "Man In The Green Shirt"」 |      | ザヴィヌル | 6:29 |
| 2. | 「ルシタノス - "Lusitanos"」                                    |      | ショーター | 7:25 |
| 3. | 「ビトゥイーン・ザ・サイズ - "Between The Thighs"」             |      | ザヴィヌル | 9:33 |
| 4. | 「バディア - "Badia"」                                          |      | ザヴィヌル | 5:21 |
| 5. | 「フリージング・ファイア - "Freezing Fire"」                    |      | ショーター | 7:29 |
| 6. | 「ファイヴ・ショート・ストーリーズ - "Five Short Stories"」     |      | ザヴィヌル | 6:56 |

## パーソネル
- ジョー・ザヴィヌル (Joe Zawinul) - ローズ・ピアノ、アコースティックピアノ、メロディカ、トント・シンセサイザー、アープ2600・シンセサイザー、オルガン、スティールパン、ウード、mzuthra、西アフリカのトーキングドラム、シロフォン、シンバル、ボーカル
- ウェイン・ショーター (Wayne Shorter) - テナーサックス、ソプラノサックス
- アルフォンソ・ジョンソン (Alphonso Johnson) - エレクトリックベース
- レオン・ンドゥグ・チャンクラー (Leon "Ndugu" Chancler) - ドラム、テインパニ、マーチング・シンバル
- アリリオ・リマ (Alyrio Lima) - パーカッション